# L'Araldo Poliziano
L'Araldo Poliziano è il settimanale della Diocesi di Montepulciano-Chiusi-Pienza, fondato a Montepulciano nel 1905, per iniziativa del monsignor Alberto Angelotti, è uscito con il suo primo numero il 23 aprile dello stesso anno.

## Storia
L'Araldo nasce dall'idea di monsignor Alberto Angelotti che insieme ai sacerdoti Benedetto Neri, Libero Natali e Ferdinando Svetoni decisero di contrastare le idee anticlericali che si stavano diffondendo tramite La Martinella, organo della Federazione socialista senese, e all'Eco della Valdichiana, organo di liberi pensatori di ispirazione repubblicana.
Durante gli anni del Fascismo, nonostante la sua linea moderata, non mancarono problemi: una volta le sue copie furono tutte "requisite", pur pagando il relativo prezzo; un'altra volta furono rotti i vetri delle finestre della tipografia Madonna della Querce, dove il giornale si stampava.
Dopo il 25 luglio del 1943 ospita scritti di giovani e intraprendenti poliziani, fra cui Lidio Bozzini, partigiano protagonista della battaglia di Monticchiello, Mario Guidotti, Francesco Mei e Luigi Forlivesi, tutti costretti a nascondersi dopo l'8 settembre.
Costantemente in linea con la Chiesa, negli anni '70 ha partecipato attivamente alle campagne contro la legge sul divorzio prima e sull'aborto poi.
Nel settembre 2003 è entrato a far parte di Toscanaoggi, il settimanale di sedici diocesi della Toscana.